# Gleisplan

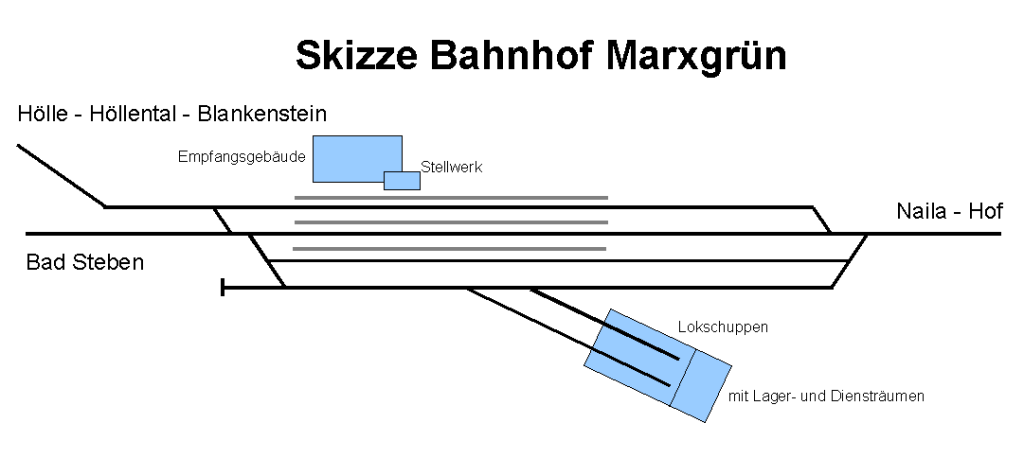
Topologisch verzerrter Gleisplan

Ein Gleisplan ist ein Plan der Gleisanlagen eines Bahnhofes der Eisenbahn. Es gibt auch Gleispläne, die alle Bahnhöfe eines aus mehreren Bahnhöfen bestehenden Eisenbahnknotens oder eines Eisenbahnstreckenabschnittes in einem Plan darstellen. Der hierfür auch verwendete Begriff Bahnhofsplan ist nicht eindeutig, da man hierunter auch Pläne der Publikumsanlagen von Personenbahnhöfen versteht. Auch genaue Pläne von außerhalb der Bahnhöfe gelegenen Abschnitten von Eisenbahnstrecken sind strenggenommen Gleispläne.
Gleispläne werden in der Regel von Eisenbahninfrastrukturunternehmen (EIU) an die Nutzer der jeweiligen Gleise, die Eisenbahnverkehrsunternehmen, diskriminierungsfrei zur Verfügung gestellt.
Gleispläne werden von den Eisenbahnbetrieben oder Ingenieuren für die Betriebsführung bestehender Bahnhöfe oder für die Projektierung, den Bau oder Umbau neuer oder bestehender Bahnhöfe und ferner in fachbezogener wissenschaftlicher Literatur benutzt. Für Spezialzwecke wie Elektrifizierung oder Feuerschutz in Bahnhöfen werden Gleispläne mit spezieller Darstellung der entsprechenden Einrichtungen verwendet.
Sie sind demnach sowohl Bestandsdokumentationen wie auch Vorlagen für neue Gleisplanung.
Man unterscheidet folgende Arten von Gleisplänen:
- Maßstäbliche Pläne: in Maßstäben meist 1:2000 und größer, mit vollständiger Darstellung des Bahnhofes einschließlich Nummer und Nutzlänge jedes Gleises, Signalanlagen, Lage der Bahnsteige, Nummerierung der Weichen, Neigungsverhältnissen usw.
- Zerrplan: meist vollständige, maßstäblich in den Längen gegenüber den Breiten jedoch stark verkürzte Darstellung (Beispiel: Längen 1:4000, Breiten 1:2000) zwecks übersichtlicherer und im Gebrauch handlicherer Darstellung der im Original um ein Mehrfaches längeren als breiten Bahnhöfe
- Topologisch verzerrter meist vollständiger, aber unmaßstäblicher Plan zwecks noch einfacherer Darstellung, je nach Verwendungszweck auch beispielsweise ohne Bahnsteige, Signalanlagen oder Weichennummern
- Schematischer Übersichtsplan: zeigt in der Regel nur unmaßstäblich die durchgehenden Hauptgleise eines Bahnhofes sowie dessen Gleisharfen ohne genaue Darstellung jedes einzelnen darin enthaltenen Gleises.

Grundlage für die maßstäbliche Darstellung von Gleisplänen ist heute meistens die photogrammetrische Auswertung von Senkrechtluftbildern.
Aktuelle unmaßstäbliche Gleispläne unterliegen im Bereich der DB InfraGO mittlerweile nicht mehr wie vor der Bahnprivatisierung der Geheimhaltung, sondern sind für Dritte zugänglich. Da die DB InfraGO, wie andere Infrastrukturbetreiber auch, Gleise als Serviceeinrichtungen an Dritte vermarktet und dadurch Erlöse erzielen möchte, stellt sie potenziellen Mietern auch die notwendigen Informationen hierzu zur Verfügung. Hierzu gehören als elementarer Bestandteil schematische Gleispläne, in denen bestimmte Eigenschaften von Gleisen erkennbar sind.
In den meisten Ländern unterliegen jedoch zumindest aktuelle offizielle vollständige Gleispläne in der Regel der Geheimhaltung gegenüber der Öffentlichkeit, teilweise auch ältere oder weniger detaillierte Pläne. Besonders streng wird die Geheimhaltung von Gleisplänen in kommunistischen Ländern oder Ländern mit einer Militärregierung gehandhabt. Über die an Ort und Stelle von außen, zum Beispiel von Bahnsteigen, Überführungen oder Anhöhen aus, einsehbaren Bahnhofsteile sowie die zugänglichen Geodaten z. B. der staatlichen und städtischen Vermessungsämter hinausgehende Details über die Gleis- und Signalanlagen usw. eines Bahnhofes sind daher für die Öffentlichkeit nicht verfügbar. Soweit in der entsprechenden Fachliteratur zur Darstellung eines technischen Sachverhalts vollständige oder teilweise Gleispläne von tatsächlich bestehenden Bahnhöfen erforderlich sind, werden sie darin deshalb auch meistens ohne Ortsangabe wiedergegeben. Dagegen sind historische Gleispläne teilweise in Archiven für die Öffentlichkeit verfügbar.